# Robert Hay-Drummond, X conte di Kinnoull
Robert Auriol Hay-Drummond, X conte di Kinnoull (18 marzo 1751 – 19 aprile 1804), è stato un nobile scozzese.

## Biografia
Era il figlio di Robert Hay-Drummond, arcivescovo di York, e di sua moglie, Henrietta Auriol.
Nel 1739, suo padre ha assunto il nome di Drummond e diventando l'erede del suo bisnonno William Drummond, I visconte Strathallan.

## Carriera
Successe al titolo di conte di Kinnoull il 27 dicembre 1787 alla morte di suo zio, Thomas Hay.
Fu un membro del Consiglio della Corona (1796-1804) e Lord leone, re d'arme.

## Matrimoni

### Primo Matrimonio
Sposò, il 19 aprile 1779, Julia Eyre (?-29 marzo 1780), figlia di Anthony Eyre.

### Secondo Matrimonio
Sposò, l'8 giugno 1781, Sarah Harley (?-15 febbraio 1837), figlia di Thomas Harley, sindaco di Londra. Ebbero quattro figli:
- Henrietta Hay-Drummond (23 agosto 1783-7 ottobre 1854), sposò Henry Drummond, ebbero una figlia;
- Thomas Hay-Drummond, XI conte di Kinnoull (5 aprile 1785-18 febbraio 1866);
- Francis John Hay-Drummond (17 settembre 1786-20 ottobre 1810);
- Sarah Maria Hay-Drummond (21 giugno 1788-11 luglio 1874), sposò George Murray, ebbero undici figli.